# Braunberghütte
Die Braunberghütte ist eine Schutzhütte der Kategorie II der Sektion Freistadt des Österreichischen Alpenvereins. Sie ist die einzige bewirtschaftete Alpenvereinshütte im Mühlviertel.

## Lage
Die Braunberghütte liegt im Böhmerwald auf 902 m ü. A. unterhalb des Braunberg-Gipfels im Bezirk Freistadt auf dem Gemeindegebiet von Lasberg im österreichischen Bundesland Oberösterreich.

## Geschichte
Nach der Gründung der Sektion Freistadt 1926 wurde der Wunsch nach einer eigenen Hütte von den Mitgliedern geäußert. 1935 kaufte der Verein ein Grundstück in der Gemeinde Larsberg, im gleichen Jahr wurde der Rohbau erstellt. Am 9. August 1936 wurde die Braunberghütte feierlich ihrer Bestimmung übergeben, gleichzeitig feierte der Verein das 10-jährige Bestehen der Alpensektion Freistadt. Eine Küchensanierung stand im Jahr 2000 an, ebenso die Erneuerung der Heizung sowie der Einbau einer Solaranlage. Nach dem ersten Zubau 1962 fand im Jahr 2009 bis 2010 der zweite Anbau für einen Lagerraum sowie einen Raum für einen Hüttenwirt statt. 2011 wurde die Hias-Hütte neu errichtet. Die Hias-Hütte ist eine kleine Holzhütte, welche unmittelbar neben der Braunberghütte steht und zum Ausschank bei großem Andrang benutzt wird. 2014 war die Erneuerung der Gaststube samt ihrer Einrichtung erforderlich. Die Errichtung einer neuen Terrasse im Süden samt Grundstückszukauf 2016 und der behindertengerechte Ausbau des Erdgeschoßes 2018 waren notwendig, um den Erhalt der Hütte zu gewährleisten.

## Zugänge
- Vom Parkplatz Witzelsberg in 25 Minuten Zustieg über den Braunberg-Ostgipfel zur Hütte.
- Zustieg von St. Oswald auf die Braunberghütte, Wanderung, Mühlviertel, 3,1 km, 1 Std.[3]

## Hütten in der Nähe
- Jugend- und Wanderherberge Rannahof, Selbstversorgerhütte, Böhmerwald 750 m ü. A.
- Gmünderhütte, Selbstversorgerhütte, Böhmerwald 980 m ü. A.
- Gasthof J. Zeiler, bewirtschaftete Hütte, Böhmerwald 950 m ü. A.[4]

## Tourenmöglichkeiten
- Braunberg-Ostgipfel von der Braunberghütte, Wanderung, Mühlviertel, 0,6 km, 0,1 Std.
- Von der Braunberghütte zum Schloss Weinberg, Wanderung, Mühlviertel, 7,3 km, 2,2 Std.
- Von der Braunberghütte auf den Buchberg, Wanderung, Mühlviertel, 4,6 km 1,2 Std.
- Braunberg, Gr. Stiftungsberg und Buchberg, Wanderung, Mühlviertel, 16,2 km, 4,2 Std.
- Braunberg von St. Oswald/Freistadt, Wanderung, Mühlviertel, 9 km, 2,3 Std.
- O3 Maria Bründl-Braunbergweg, Wanderung, Mühlviertel, 7,8 km, 2,2 Std.[5]

## Karten
- WK 053 Mühlviertel – Freistadt – Bad Leonfelden – Bad Zell – Linz, Wanderkarte 1:50.000: Freizeitinformationen, Top Wander- & Weitwanderwege, Top (freytag & berndt Wander-Rad-Freizeitkarten) Landkarte – Gefaltete Karte, ISBN 978-3-7079-1554-9